# طاق سنگی (هرسین)
طاق سنگی، تاق سنگی یا تاقه بردینه اثری تاریخی و یک طاق تراشیده‌شده از سنگ است که در گوشه‌ای از پارک شهر هرسین در شهرستان هرسین استان کرمانشاه، در دامنۀ کوه دیوانگاه در شمال هرسین قرار دارد.

## ویژگی‌ها
طاقه بردینه در نزدیکی حوض سنگی در پارک شهر هرسین قرار دارد. این طاق از سنگ به شکل ذوزنقه و به‌صورت یکپارچه تراشیده شده‌است. عرض طاق ۱/۴۵ و ارتفاع آن ۲/۴۵ سانتیمتر است. عرض ضلع سمت راست ۵۳ سانتیمتر و عرض ضلع سمت چپ ۶۳ سانتیمتر است. ضخامت طاق ۵۳ سانتیمتر است.
این احتمال مطرح شده که طاقه بردینه با قلعه هرسین در ارتباط بوده و درواقع در ورودی آن بوده‌باشد.

## آسیب‌ها
ضلع سمت راست تاقه بردینه دچار شکستگی شده‌است. شهرداری هرسین این طاق را بر روی زمین خوابانده و از آن به عنوان گلدان استفاده می‌کند.